# Tamaño de partícula
El tamaño de partícula es una noción introducida para comparar dimensiones de partículas sólidas (manchas), partículas líquidas (gotitas) o partículas gaseosas (burbujas). La noción de tamaño de partícula se aplica a: partículas coloidales, partículas en ecología, partículas presentes en material granular (ya sea en el aire o no) y partículas que forman un material granular (ver también tamaño de grano).

## Medición del tamaño de partícula
Existen varios métodos para medir el tamaño de partícula y la distribución del tamaño de partícula. Algunos de ellos se basan en la luz, otros en ultrasonido, campo eléctrico, gravedad o centrifugación.
En todos los métodos, el tamaño es una medida indirecta, obtenida por un modelo que transforma, de forma abstracta, la forma de partícula real en una forma simple y estandarizada, como una esfera (la más usual) o un cuboide (cuando se usa el cuadro de límite mínimo) ), donde el parámetro de tamaño (ej. diámetro de la esfera) tiene sentido. La excepción es el enfoque de morfología matemática, donde no es necesaria ninguna hipótesis de forma.
La definición del tamaño de partícula para un conjunto (colección) de partículas presenta otro problema. Los sistemas reales son prácticamente siempre polidispersos, lo que significa que las partículas en un conjunto tienen diferentes tamaños. La noción de distribución de tamaño de partícula refleja esta polidispersidad. A menudo existe la necesidad de un cierto tamaño de partícula promedio para el conjunto de partículas.

### Expresiones para tamaño de esfera.
El tamaño de partícula de un objeto esférico se puede definir de forma inequívoca y cuantitativa por su diámetro. Sin embargo, es probable que un objeto material típico sea de forma irregular y no esférico. La definición cuantitativa anterior del tamaño de partícula no se puede aplicar a partículas no esféricas. Hay varias formas de extender la definición cuantitativa anterior para aplicar a partículas no esféricas. Las definiciones existentes se basan en reemplazar una partícula dada con una esfera imaginaria que tiene una de las propiedades idénticas a la partícula.
Tamaño de partícula basado en volumen
El tamaño de partícula basado en volumen es igual al diámetro de la esfera que tiene el mismo volumen que una partícula dada. Normalmente se usa en el análisis de tamices, como hipótesis de forma (tamaño de malla de tamiz como el diámetro de la esfera).
{\displaystyle D=2{\sqrt[{3}]{\frac {3V}{4\pi }}}}
Dónde:
D: Diámetro de esfera representativa    {\displaystyle D}
V: Volumen de partícula            {\displaystyle V}
Tamaño de partícula basado en área
El tamaño de partícula basado en el área es igual al diámetro de la esfera que tiene la misma área de superficie que una partícula dada. Normalmente se utiliza en técnicas de granulometría óptica.
{\displaystyle D={\sqrt[{2}]{\frac {A}{\pi }}}}
Dónde
D: Diámetro de esfera representativa           {\displaystyle D}
A:: Área de superficie de la partícula         {\displaystyle A}

### Expresiones de medida indirecta
En algunas medidas, el tamaño (una dimensión de longitud en la expresión) no se puede obtener, solo se calcula en función de otras dimensiones y parámetros. Ilustrando a continuación los casos principales.
Tamaño de partícula basado en peso (esferoidal)
El tamaño de partícula basado en peso es igual al diámetro de la esfera que tiene el mismo peso que una partícula dada. Útil como hipótesis en la centrifugación y decantación, o cuando se puede estimar el número de partículas (para obtener el peso promedio de las partículas como peso de la muestra dividido por el número de partículas en la muestra). Esta fórmula solo es válida cuando todas las partículas tienen la misma densidad.
{\displaystyle D=2{\sqrt[{3}]{\frac {3W}{4\pi dg}}}}
Dónde
D: Diámetro de esfera representativa{\displaystyle D}
W: Peso de la partícula{\displaystyle W}
d: Densidad de la partícula{\displaystyle d}
G: Constante gravitacional
Tamaño de partícula aerodinámico
El tamaño de partícula hidrodinámico o aerodinámico es igual al diámetro de la esfera que tiene el mismo coeficiente de arrastre que una partícula dada.
Otra complejidad en la definición del tamaño de partícula en un medio fluido aparece para partículas con tamaños por debajo de un micrómetro. Cuando una partícula se vuelve tan pequeña, el grosor de la capa de interfaz se puede comparar con el tamaño de partícula. Como resultado, la posición de la superficie de la partícula se vuelve incierta. Existe una convención para colocar esta superficie imaginaria en una posición determinada sugerida por Gibbs y presentada en muchos libros sobre interfaz y ciencia coloidal.

## Convenciones internacionales
Existe una norma internacional sobre la presentación de diversos tamaños de partículas características, la ISO 9276 (Representación de los resultados del análisis del tamaño de partículas). Este conjunto de varios tamaños promedio incluye tamaño mediano, tamaño promedio geométrico, tamaño promedio. En la selección de partículas de tamaño pequeño específicas es común el uso de ISO 565 e ISO 3310-1 para la elección del tamaño de mesh.

### Partícula coloidal
En ciencia de los materiales y química coloidal, el término partícula coloidal es aproximadamente una pequeña cantidad de materia que tiene el tamaño típico de los coloides y con un límite de fase claro. Las partículas de fase dispersa tienen un diámetro entre aproximadamente 1 y 1000 nm. Los coloides son de naturaleza heterogénea. Invisible a simple vista, y siempre se mueve en un movimiento en zigzag conocido como el movimiento browniano. La dispersión de la luz por partículas coloidales se conoce como efecto Tyndall.